# Тиокарбамид
Тиокарбамид е органично съединение с формула SC(NH2)2. Образува бели кристали с горчив вкус, tт 180 – 182 °C (при бързо нагряване; при бавно се разлага). Умерено разтворим е във вода, метанол, пиридин, добре – в 50 % разтвор на пиридин.

По структура е подобен на уреята (кислородният атом е заменен със серен атом), но свойствата на уреята и тиокарбамида се различават значително. Използва се в органичния синтез за получаване на лекарствени препарати.